# ماركو بيناتو
ماركو بيناتو (بالإيطالية: Marco Pinato)‏ (9 يناير 1995 بمونزا في إيطاليا - ) هو لاعب كرة قدم إيطالي في مركز الدفاع. شارك مع منتخب إيطاليا تحت 17 سنة لكرة القدم ومنتخب إيطاليا تحت 19 سنة لكرة القدم ومنتخب إيطاليا تحت 20 سنة لكرة القدم. أما مع النوادي، فقد لعب مع إيه سي ميلان ونادي فيتشينزا ولانشانو كالتشيو 1920 ‏.

## روابط خارجية
- ماركو بيناتو على موقع قاعدة بيانات كرة القدم.إي يو (الإنجليزية)
- ماركو بيناتو على موقع Soccerway.com (الإنجليزية)
- ماركو بيناتو على موقع AS.com (الإسبانية)